# Open Prévadiès 2007
L'Open Prévadiès 2007 è stato un torneo di tennis facente parte della categoria ATP Challenger Series nell'ambito dell'ATP Challenger Series 2007. Il torneo si è giocato a Saint-Brieuc in Francia dal al marzo 2007 su campi in terra rossa indoor e aveva un montepremi di €25 000.

## Vincitori

### Singolare
Kristian Pless ha battuto in finale  Farruch Dustov con il punteggio di 6–3, 6–1

### Doppio
Jean-Baptiste Perlant /  Xavier Pujo hanno battuto in finale  Jean-Cristophe Faurel /  Jérôme Haehnel con il punteggio di 2–6, 6–2, [10–7]